# Краш (сленг)
Краш (англ. crush) — сленговое слово, означающее человека, персонажа или объект, к которому испытывают симпатию, влюблённость, обычно невзаимную.

## История
Слово пришло из английского сленга, в котором «crush» означает сильное увлечение или влюблённость, обычно невзаимную. В русскоязычном сегменте приобрело популярность в 2018—2019 годах благодаря социальным сетям TikTok и Twitter. В социальных сетях появилось большое количество мемов, где подростки называли сленговым словом своих кумиров среди звёзд кино, эстрады и блогеров.
Согласно Оксфордскому словарю английского языка, слово «crush» как существительное появилось в 14 веке, когда оно обозначало «шум сильной перкуссии», например, грохот или столкновение. К началу 1600-х годов слово «crush» означало «сильное сжатие или давление, которое сшибает, ломает, ранит или разрушает». Как глагол, «crush» может означать «сжимать» или «сдавливать с силой». Одно из первых появлений этого слова в газете The Times произошло в 1906 году.
Слово попало в словарь Urban Dictionary в 2018 году. По мнению зарубежных филологов, краш — человек, который «вызывает бабочки в животе и заставляет ваше сердце биться быстрее».

## Мнения
По данным исследования контентной платформы «Дзен», «краш» — одно из самых популярных сленговых слов россиян в возрасте от 14 до 25 лет, их использует в общении 63 % респондентов.

## Популярность

#### В музыке
Популярность сленгового слова появилась в 2020 году после выхода клипа и песни певцов Клавы Коки и NILETTO под названием «Краш». Видео набрало в сети сотни миллионов просмотров и заняло третью строчку в топе самых популярных клипов года на YouTube.
Певица Дора в своей композиции «Втюрилась» использовала производные слова от слова «краш».